# Deutsche Mannschaftsmeisterschaften Schwimmen (Frauen) 2016
Der Ligenwettbewerb Deutsche Mannschaftsmeisterschaften Schwimmen, kurz DMS, der Frauen wurde 2016 im Januar und Februar ausgetragen. Die SG Essen verteidigte seinen Titel aus dem Vorjahr und errang damit ihre achte Meisterschaft in Folge.

## 1. Bundesliga
Die SG Essen verteidigte im Essener Sportbad am Thurmfeld ihren Titel aus dem Vorjahr erfolgreich und feierte die achte Meisterschaft in Folge. In die untergeordnete 2. Bundesliga stiegen zur Folgesaison nach einem Jahr die SG Mittelfranken sowie die TSV Hohenbrunn-Riemerling wieder ab, im Gegenzug stiegen in die 1. Bundesliga die SG Bayer und die Wasserfreunde Spandau 04 auf.
Für die punktbeste Einzelleistung der Meisterschaft sorgte Sarah Köhler aus Frankfurt mit ihren 907 Punkten über 400 m Freistil.

### Modus
Im Wettkampf der 1. Bundesliga, an der 12 Mannschaften teilnahmen, wurde auf einer 25-m-Bahn an zwei aufeinanderfolgenden Tagen in drei Abschnitten jeweils das komplette olympische Programm geschwommen. Deutscher Mannschaftsmeister wurde die Mannschaft mit der höchsten Gesamtpunktzahl (berechnet anhand der FINA-Punktetabelle). Die zwei letztplatzierten Mannschaften der 1. Bundesliga (Plätze 11 und 12) stiegen in die 2. Bundesliga ab. Eine Schwimmerin durfte nur in fünf Wettkämpfen starten, wobei eine Schwimmstrecke nur im Falle eines Nachschwimmens wiederholt werden durfte. Der Start im Nachschwimmen wurde auf die Anzahl der Starts der Schwimmerin angerechnet.

### Zeitplan
| Samstag: 6. Februar 2016 | 10.00 Uhr | 1. Abschnitt |
| Samstag: 6. Februar 2016 | 15.15 Uhr | 2. Abschnitt |
| Sonntag: 7. Februar 2016 | 10.00 Uhr | 3. Abschnitt |

### Abschlusstabelle
| Platz | Mannschaft                    | Gesamt Punkte | 1. Abschnitt Punkte | 2. Abschnitt Punkte | 3. Abschnitt Punkte |
| ----- | ----------------------------- | ------------- | ------------------- | ------------------- | ------------------- |
| 01.   | SG Essen (M)                  | 28.486        | 9.518               | 9.390               | 9.578               |
| 02.   | SSG Saar Max Ritter           | 27.704        | 9.053               | 9.229               | 9.422               |
| 03.   | SV Nikar Heidelberg           | 27.475        | 9.067               | 9.145               | 9.263               |
| 04.   | SG Frankfurt                  | 27.087        | 9.091               | 8.874               | 9.122               |
| 05.   | SV Würzburg 05                | 26.902        | 9.246               | 9.225               | 8.431               |
| 06.   | SC Magdeburg                  | 26.824        | 9.096               | 8.814               | 8.914               |
| 07.   | SG Dortmund                   | 26.509        | 8.937               | 8.696               | 8.876               |
| 08.   | SG Stadtwerke München         | 26.233        | 8.561               | 8.742               | 8.930               |
| 09.   | SV Halle                      | 25.572        | 8.640               | 8.694               | 8.238               |
| 10.   | SG Neukölln Berlin            | 25.053        | 8.471               | 8.289               | 8.293               |
| 11.   | SG Mittelfranken (N)          | 24.891        | 8.422               | 8.189               | 8.280               |
| 12.   | TSV Hohenbrunn-Riemerling (N) | 23.454        | 7.796               | 8.080               | 7.578               |

 Deutscher Mannschaftsmeister
  Absteiger in die 2. Bundesliga 2017
 (M) Deutscher Mannschaftsmeister 2015
 (N) Aufsteiger aus der 2. Bundesliga 2015

### Die Meistermannschaft
| 1.                               | SG Essen |
| kein Logo der SG Essen vorhanden | Lisa Höpink, Caroline Ruhnau, Kathrin Demler, Hana van Loock, Jeannette Spiwoks, Annalena Felker, Isabelle Härle, Michelle Lambert, Dorothea Brandt, Laura Fobbe - Trainerin: Nicole Endruschat |

## 2. Bundesliga
Die zwei punktbesten Mannschaften aus der 2. Bundesliga und damit Aufsteiger in die 1. Bundesliga, waren die SG Bayer aus der Staffel West und die Wasserfreunde Spandau 04 aus der Staffel Nord.

### Modus
Der Wettkampf der 2. Bundesliga war ausgelegt für je 12 Mannschaften in den Ligen Nord, West und Süd. Auf einer 25-m-Bahn wurde in zwei Abschnitten an einem Tag jeweils das komplette olympische Programm geschwommen. Die beiden punktbesten Mannschaften (berechnet anhand der FINA-Punktetabelle) der 2. Bundesligen (übergreifende Wertung) stiegen in die 1. Bundesliga auf. Die beiden letztplatzierten Mannschaften jeder Staffel (Plätze 11 und 12) stiegen in die höchste Landesverbandsliga ab. Stiegen aus der 1. Bundesliga mehr Mannschaften in eine Staffel der 2. Bundesliga ab, als aus dieser in die 1. Bundesliga aufstiegen, mussten so viele Mannschaften aus der betroffenen Staffel absteigen, dass jeder Staffel wieder 12 Mannschaften angehörten. Eine Schwimmerin durfte nur in vier Wettkämpfen starten, wobei eine Schwimmstrecke nur im Falle eines Nachschwimmens wiederholt werden durfte. Der Start im Nachschwimmen wurde auf die Anzahl der Starts der Schwimmerin angerechnet.

### Staffel Nord
Der Wettkampf fand am 6. Februar 2016 im Huntebad OLantis von Oldenburg statt.
Für die punktbeste Einzelleistung der 2. Bundesliga Nord sorgte Patricia-Lucia Wartenberg von W98 Hannover mit 796 Punkten über 400 m Freistil.
Abschlusstabelle 
| Platz | Mannschaft                           | Gesamt Punkte | 1. Abschnitt Punkte | 2. Abschnitt Punkte |
| ----- | ------------------------------------ | ------------- | ------------------- | ------------------- |
| 01.   | Wasserfreunde Spandau 04             | 17.492        | 8.697               | 8.795               |
| 02.   | Wassersportfreunde von 1898 Hannover | 16.655        | 8.205               | 8.450               |
| 03.   | Potsdamer SV                         | 16.218        | 8.130               | 8.088               |
| 04.   | SGS Hannover                         | 15.443        | 7.830               | 7.613               |
| 05.   | Wasserfreunde Spandau 04 II          | 15.317        | 7.650               | 7.667               |
| 06.   | Swim-Team Stadtwerke Elmshorn        | 14.999        | 7.877               | 7.122               |
| 07.   | Berliner TSC                         | 14.869        | 7.313               | 7.556               |
| 08.   | TWG 1861 Göttingen                   | 14.411        | 6.995               | 7.416               |
| 09.   | Hamburger Schwimm-Club von 1879      | 14.124        | 7.065               | 7.059               |
| 10.   | SG Region Oldenburg (N)              | 14.110        | 7.201               | 6.909               |
| 11.   | VfV Hildesheim                       | 13.271        | 6.600               | 6.671               |
| 12.   | KSV Neptun Berlin (N)                | 12.986        | 6.536               | 6.450               |

 Aufsteiger in die 1. Bundesliga 2017
  Absteiger in die Landesverbandsebene
 (N) Aufsteiger aus der Landesverbandsebene

### Staffel West
Der Wettkampf fand am 6. Februar 2016 im Zentralbad von Gelsenkirchen statt.
Für die punktbeste Einzelleistung der 2. Bundesliga West sorgte Jessica Steiger aus Gladbeck mit 825 Punkten über 200 m Freistil.
Abschlusstabelle 
| Platz | Mannschaft              | Gesamt Punkte | 1. Abschnitt Punkte | 2. Abschnitt Punkte |
| ----- | ----------------------- | ------------- | ------------------- | ------------------- |
| 01.   | SG Bayer                | 18.126        | 9.009               | 9.117               |
| 02.   | SG Essen II             | 16.620        | 8.436               | 8.184               |
| 03.   | VfL Gladbeck            | 16.132        | 8.126               | 8.006               |
| 04.   | TPSK 1925               | 15.749        | 7.899               | 7.850               |
| 05.   | 1. Paderborner SV (N)   | 15.501        | 7.701               | 7.800               |
| 06.   | Wasserfreunde Bielefeld | 15.432        | 7.772               | 7.660               |
| 07.   | SG Schwimmen Münster    | 15.271        | 7.599               | 7.672               |
| 08.   | SG Rhein-Erft Köln (N)  | 15.018        | 7.628               | 7.390               |
| 09.   | Blau-Weiß Bochum        | 14.954        | 7.544               | 7.410               |
| 10.   | SG Gelsenkirchen        | 14.935        | 7.451               | 7.484               |
| 11.   | SG Ruhr                 | 14.593        | 7.372               | 7.221               |
| 12.   | SG Ruhr II              | 11.956        | 6.229               | 5.727               |

 Aufsteiger in die 1. Bundesliga 2017
  Absteiger in die Landesverbandsebene
 (N) Aufsteiger aus der Landesverbandsebene

### Staffel Süd
Der Wettkampf fand am 6. Februar 2016 im Hallenbad Bambados von Bamberg statt.
Für die punktbeste Einzelleistung der 2. Bundesliga Süd sorgte Jenny Mensing aus Wiesbaden mit 824 Punkten über 200 m Rücken.
Abschlusstabelle 
| Platz | Mannschaft              | Gesamt Punkte | 1. Abschnitt Punkte | 2. Abschnitt Punkte |
| ----- | ----------------------- | ------------- | ------------------- | ------------------- |
| 01.   | SSG Leipzig             | 17.148        | 8.584               | 8.564               |
| 02.   | DSW 1912 Darmstadt      | 16.749        | 8.589               | 8.160               |
| 03.   | SC Wiesbaden 1911 (A)   | 16.237        | 8.393               | 7.844               |
| 04.   | Hofheimer SC            | 15.873        | 7.848               | 8.025               |
| 05.   | Swimteam HedDos         | 15.733        | 8.054               | 7.679               |
| 06.   | SG Regio Freiburg (N)   | 15.614        | 7.750               | 7.864               |
| 07.   | EOSC Offenbach          | 15.495        | 7.614               | 7.881               |
| 08.   | SC Chemnitz 1892        | 15.475        | 7.769               | 7.706               |
| 09.   | SG Region Karlsruhe     | 15.463        | 7.945               | 7.518               |
| 10.   | SSG Reutlingen/Tübingen | 15.399        | 7.712               | 7.687               |
| 11.   | SG Bamberg (N)          | 14.798        | 7.503               | 7.295               |
| 12.   | SSG 81 Erlangen (A)     | 09.452        | 4.645               | 4.807               |

 Absteiger in die Landesverbandsebene
 (A) Absteiger aus der 1. Bundesliga 2015
 (N) Aufsteiger aus der Landesverbandsebene

## Landesverbandsebene
Vom 16. Januar bis 27. Februar 2016 wurden die Wettkämpfe auf Landesebene durchgeführt, wo die Aufsteiger in die 2. Bundesliga ermittelt wurden.

### Modus
Die Wettkämpfe auf Landesebene wurden auf einer 25-m-Bahn an einem Tag durchgeführt. Dabei wurde in zwei Abschnitten jeweils das komplette olympische Programm geschwommen. Die beiden punktbesten Mannschaften (berechnet anhand der FINA-Punktetabelle) jeder Region (Nord, West und Süd) stiegen in die 2. Bundesliga auf. Stiegen mehr Mannschaften aus einer Staffel der 2. Bundesliga in die 1. Bundesliga auf, als in diese abstiegen, stiegen so viele nächstplatzierte Mannschaften aus der zugehörigen Landesverbandsregion in die 2. Bundesliga auf, dass dieser Staffel wieder 12 Mannschaften angehörten. Eine Schwimmerin durfte nur in vier Wettkämpfen starten, wobei eine Schwimmstrecke nur im Falle eines Nachschwimmens wiederholt werden durfte. Der Start im Nachschwimmen wurde auf die Anzahl der Starts der Schwimmerin angerechnet.

### Aufsteiger
| Mannschaft                     | Punkte | Landesverband                           |
| ------------------------------ | ------ | --------------------------------------- |
| Staffel Nord                   |        |                                         |
| SC Delphin Lübeck              | 14.421 | Schleswig-Holsteinischer Schwimmverband |
| Delmenhorster SV               | 13.879 | Landesschwimmverband Niedersachsen      |
| TSG Huchting/Blumenthal Bremen | 13.630 | Landesschwimmverband Bremen             |
| Staffel West                   |        |                                         |
| Düsseldorfer SC 1898           | 14.770 | Schwimmverband Nordrhein-Westfalen      |
| SG Essen III                   | 14.756 | Schwimmverband Nordrhein-Westfalen      |
| SG WAGO                        | 14.512 | Schwimmverband Nordrhein-Westfalen      |
| Staffel Süd                    |        |                                         |
| VfL Sindelfingen               | 14.652 | Schwimmverband Württemberg              |
| SV Würzburg 05 II              | 14.553 | Bayerischer Schwimmverband              |